# サマッツァーイ
サマッツァーイ（イタリア語: Samatzai）は、イタリア共和国サルデーニャ州南サルデーニャ県にある、人口約1,600人の基礎自治体（コムーネ）。

## 地理

### 位置・広がり

#### 隣接コムーネ
隣接するコムーネは以下の通り。
- バッラーリ
- ドノリ
- グアジーラ
- ヌラーミニス
- ピメンテル
- セッレンティ
- ウッサーナ